# Mai mult decât oameni
More Than Human (Mai mult decât oameni) este un roman științifico-fantastic din 1953 al scriitorului american Theodore Sturgeon. Este revizuirea și rescrierea nuvelei sale „Baby is Three”. În 1954 romanul a primit International Fantasy Award. A fost nominalizat la Premiul Hugo retrospectiv în 2004 pentru romanele din 1954, dar premiul a fost câștigat de 451º Fahrenheit. More Than Human a fost inclus de scriitorul și criticul scoțian David Pringle în cartea sa Science Fiction: The 100 Best Novels din 1985.
Romanul se referă la reunirea a șase oameni extraordinari, cu puteri ciudate, care sunt capabili să-și „împlinească” abilitățile împreună. În acest fel, ei sunt capabili să acționeze ca un singur organism. Ei progresează către o conștiință gestalt matură, numită homo gestalt, următorul pas în evoluția umană.